# 海士町立福井小学校
海士町立福井小学校（あまちょうりつ ふくいしょうがっこう）は、島根県隠岐郡海士町にある公立小学校。海士町立海士小学校とともに海士町に2校ある小学校の片方である。2003年度の児童数は69人だった（もう一方の海士小学校は60人）。

## 特色
隠岐諸島の島前にある海士町は、『ないものはない』をキャッチコピーに掲げる人口約2,300人の町である。「島前高校魅力化プロジェクト」を始めとして、保育園から高校までの一貫した「島まるごと教育の魅力化」に取り組んでいる。海士町は全域が海士町立海士中学校の学区である。
海士町は2017年度（平成29年度）から、小学生と中学1・2年生を対象にした「親子島留学」を行っている。親子で海士町に居住して海士町内の小中学校に通う制度であり、年間3組程度を募集している。

## 沿革

### 福井小学校
- 1874年（明治7年） - 海士村立菱浦小学校が開校
- 1893年（明治26年） - 菱浦小学校が海士村立福井尋常小学校に改称。
- 1906年（明治39年） - 海士村立中小学校が開校。
- 1925年（大正14年） - 現在の海士中学校の校地に海士村立中尋常小学校が移転。
- 1955年（昭和30年） - 中小学校と福井小学校が統合されて海士村立福井小学校が開校。
- 1969年（昭和44年） - 海士町の町制施行により海士町立福井小学校に改称。

### 崎小学校
- 1873年（明治6年） - 海士村立崎小学校が開校。
- 1904年（明治37年） - 多井分教場が崎尋常小学校に統合。
- 1969年（昭和44年） - 海士町の町制施行により海士町立崎小学校に改称。

### 知々井小学校
- 1873年（明治6年） - 海士村立知々井小学校が開校。
- 1969年（昭和44年） - 海士町の町制施行により海士町立知々井小学校に改称。

### 御波小学校
- 1873年（明治6年） - 海士村立太井小学校・海士村立須賀小学校・海士村立布施小学校が開校
- 1889年（明治22年） - 太井簡易小学校が布施に移転して海士村立布施簡易小学校に改称。
- 1944年（昭和19年） - 国民学校御波分教場に改称。
- 1951年（昭和26年） - 海士村立御波小学校に改称。
- 1969年（昭和44年） - 海士町の町制施行により海士町立御波小学校に改称。

### 4校統合後
- 1983年（昭和58年） - 御波小学校、知々井小学校、崎小学校、福井小学校が統合して福井小学校の校地が存続。
- 1999年（平成11年） - 大規模改修工事終了。
- 2012年（平成24年） - 「子どもの読書活動優秀実践校」として文部科学大臣表彰。
- 2015年（平成27年） - 新校舎が竣工。

## 通学区域
- 海士町
  - 菱浦、福井、西、中里、保々見、知々井、御波、多井、崎、須賀地区[3]

## 進学先中学校
- 海士町立海士中学校